# 瓦季姆·库明
瓦季姆·瓦连京诺维奇·库明（羅馬化：Vadim Valentinovich Kumin；1973年1月1日—）是俄罗斯政治人物，第六届、第七届、第八届国家杜马代表。
1990年代初，库明开始创办了自己的企业。1996年，应能源部长邀请，他移居莫斯科，担任联合电力综合公司执行总裁。1998年至2001年，他担任能源协会执行董事。2000年，他被任命为俄罗斯统一电力公司技术装备和能源修复改进部副部长，该公司由阿纳托利·丘拜斯领导。2009年10月11日，他当选莫斯科市杜马第五届代表。2011年至2016年任第六届国家杜马代表。 2018年春季，他参加了2018年莫斯科市长选举，但输给了谢尔盖·索比亚宁。2020年，因国家杜马议员瓦哈·阿加耶夫去世，他获得了第七届国家杜马的空缺任命。 2021年9月起担任第八届国家杜马代表。

## 制裁
库明于2022年因俄乌战争而受到加拿大和英国政府制裁。